# Welcome to the Jungle (film, 2007)
Pour les articles homonymes, voir Welcome to the Jungle.
Pour plus de détails, voir Fiche technique et Distribution.
Welcome to the Jungle est un film américain réalisé par Jonathan Hensleigh sorti en 2007.

## Synopsis
Deux couples partent pour des vacances soi-disant organisées. Croyant qu'ils pourraient retrouver Michael C. Rockefeller, ils s'aventurent dans la plus profonde jungle de Nouvelle-Guinée. Totalement hors de leurs environnements habituels, très vite ils se disputent et décident de se séparer sans connaître l'horreur qui les attend. Ce qui commence comme une aventure originale se transforme rapidement en un terrifiant combat pour survivre lorsqu'ils s'aperçoivent qu'ils sont traqués par des cannibales.
Le film reprend ce qui a fait le succès de Cannibal Holocaust. On y suit, à travers les bandes vidéos retrouvées, les mésaventures de quatre jeunes explorateurs qui sont allés mener des recherches sur Michael Rockfeller disparu 40 ans plus tôt.

## Fiche technique
- Titre : Welcome to the Jungle
- Réalisation : Jonathan Hensleigh
- Scénario : John Leonetti
- Directeur de la photographie : Jonathan Hensleigh et John Leonetti
- Producteur : Gale Anne Hurd
- Pays d'origine : États-Unis
- Genre : Horreur
- Durée : 79 minutes
- Date de sortie : 2007

## Distribution
- Sandi Gardiner : Mandi
- Callard Harris : Colby
- Veronica Sywak : Bijou
- Nickolas Richey : Mickey
- John Leonetti : pilote de l'hélicoptère